# Brett Hull Hockey
Brett Hull Hockey är ett ishockeyspel från 1994, utgivet till SNES, Atari Jaguar, Sega Mega Drive och MS-DOS, och utvecklat av Radical Entertainment.

### Fotnoter
1. ↑  Brett Hull Hockey på SNES Music.org